# 松井金二郎

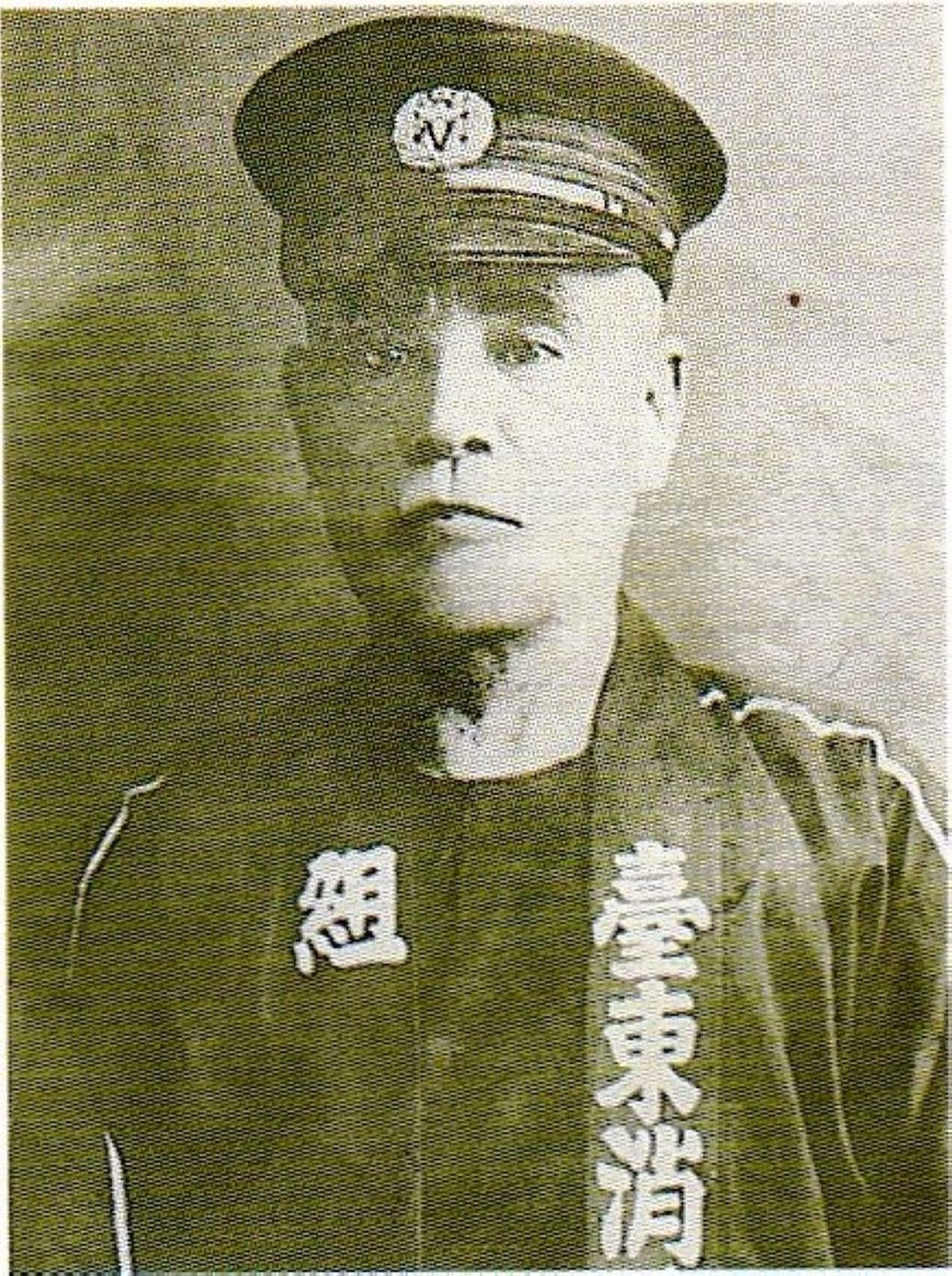
松井金二郎肖像

松井金二郎（日语：[] 错误：{{Lang}}：无文本（帮助） Matsui Kinjirou */?，1876年—1944年），日本東京人:132，臺灣日治時期政治人物，曾倡建新港漁港。

## 生平
松井金二郎1876年出生於東京府（今東京都），前往臺灣後在賀田組任職，後因該組在臺東擴張事業範圍，被派往該地從事運輸業，並為臺東街協議會員:427。1920年2月，往來基隆、打狗（今高雄市）的貨運、載客兩用定期輪船決定在新港（今臺東縣成功鎮）停泊，他便發起設立「合資會社新港運輸組」，自任該社代表者（社長），從事海運業。當時新港仍屬一小漁村，松井大力宣傳該處天然港灣，並爭取官方加速在新港之投資及建設、鼓勵資本家在該地投資:427。1921年任煙草經銷商（賣捌人）:161。
1923年，松井金二郎遭派任為新港區長，任內施行市區排水、建港、開路等工程:161，並結合玉里地方人士，爭取將海岸山脈打通，把鐵路延伸至新港及建造海岸山脈橫貫公路，使新港與玉里直通，但該二項計畫在其生前均未實現:427-428。
1928年臺灣總督川村竹治巡視新港，嗣後決定建港，其工事於1929年6月1日動工，但在7月15日因財政緊縮、政策變更為由停工，松井與地方人士一同鼓吹復工，當時總督已更換，其前往臺灣總督府陳情，求見新總督敘述建港需求，獲總督同意視察。1929年底總督抵達該地，認為必須復工，故於1930年5月20日復工，5年後竣工:428。
1930年，松井辭任新港區長，轉往實業界發展，歷任臺灣合同電氣會社監察役、新港運輸組代表者、新港水產會社助役、新港電器組合、新港自動車會社重役、消防組長等職:428。1944年底，其駕自營卡車，在夜間從新港載運鮮魚前往臺東路上，行至今東河鄉時因翻車過世:428。